# Коннер, Джеймс
Джеймс Коннер (англ. James Conner; 1 сентября 1829 — 26 июня 1883) — американский юрист и военный, участник Совета по сецессии Южной Каролины, бригадный генерал армии Конфедерации в годы гражданской войны. Командовал 22-м Северокаролинским полком в сражении при Геттисберге, в конце войны возглавил пехотную бригаду.

## Ранние годы
Коннер родился в Чарльстоне в семье Генри Уоркмана Коннера (1797—1861) и Джулианы Маргарет Куртни Коннер (1804—1881). В 1849 году он окончил колледж штата (сейчас Университет Южной Каролины) и стал юристом в Чарльстоне. В 1856 году он стал федеральным прокурором и прослужил на этой должности до 1860 года. В 1857 году он стал автором книги The History of a Suit at Law. В 1858 он вёл дело против команды работорговцев корабля «Эхо». Он также вёл дела против сторонников Уильяма Уокера. Коннер был сторонником сецессии и поддерживал идею созыва совета по сецессии. Он так же стал членом этого совета, однако, голосовал против «Постановления о сецессии».

## Гражданская война
В начале войны Коннер стал капитаном южнокаролинского военного подразделения «Montgomery Guards» и участвовал в сражении за форт Самтер. Он отклонил предложение стать федеральным прокурором Конфедерации и стал капитаном полка «Легион Хэмптона». В этом звании он участвовал в первом сражении при Булл-Ран и принял командование полком после ранения полковника Уэйда Хэмптона. 21 июля 1861 года он получил звание майора.
Хэмптон считал Коннера хорошим лидером, но когда весной 1862 года было объявлено о переформировании полков и перевыборах офицеров, он опасался, что Коннера не перевыберут, так как он был сторонником жёсткой дисциплины. Хэмптон писал, что подаст в отставку, если так произойдёт. Так и произошло: после сражения при Севен-Пайнс Коннер не был переизбран, и Хэмптон покинул полк. Коннер, однако, сразу же был избран полковником 22-го Северокаролинского пехотного полка.